# Парламентарни избори у Аустрији 1983.
Парламентарни избори у Аустрији 1983. су одржани 24. априла 1983. и били су шеснаети парламентарни избори у историји Аустрије. На овим изборима је и даље најјача била , али је освојила мање гласова и мандата него на прошлим изборима, што је проузроковало да први пут од 1971. не освоји апсолутну већину. Странку је по последњи пут на изборима предводио Бруно Крајски који је био канцелар Аустрије од 1970. , предвођена Алојз Моком је била на другом месту и успела је да освоји више гласова и мандата него 1979. Трећа и последња странка која је успела да уђе у парламент Аустрије је била  на челу са Норбертом Стегером.

## Позадина
Четврта влада Бруна Крајског је имала потешкоће. То се највише огледало у слабом здравственом стању Краског која је током предизборне кампање неколико пута недељно мора ићи на дијализу.
Крајски је првобитно хтео да његов наследник буде Ханс Андрош, али због неких личних разлика са Крајским, он је напустио владу. Један од главних разлога због којих SPÖ није освојио апсолутну већину на овим изборима је био AKH-скандал који је ову странку ставио под великим притиском. Уз то, изградња конференцијског центра (Аустријски центар Беч), упркос масовном протесту становништва, је реализована. Жељу становника да се центар не игради је представљао ÖVP које је прикупљао потписе против овог пројекта.

## Изборни резултати
Резултати парламентарних избора у Аустрији 1983.
| Политичка партија                                                       | гласова   | гласова  | %    | %    | број посланика | број посланика |
| Политичка партија                                                       | 1983      | ±        | 1983 | ±    | 1983           | ±              |
| ----------------------------------------------------------------------- | --------- | -------- | ---- | ---- | -------------- | -------------- |
| Социјалдемократска партија Аустрије ()                                  | 2.312.529 | -100.697 | 47,6 | -3,4 | 90             | -5             |
| Аустријска народна странка ()                                           | 2.097.808 | +116.069 | 43,2 | +1,3 | 81             | +4             |
| Слободарска партија Аустрије ()                                         | 241.789   | -44.954  | 5,0  | -1,1 | 12             | +1             |
| Остале партије                                                          | 201.291   | -        | 4,2  | -    | 0              | 0              |
| Укупно                                                                  | 4.853.417 |          | 100  |      | 183            |                |
| Извори: Резултати парламентарних избора у Аустрији 1945-2002, Аустрија, |           |          |      |      |                |                |

- Од 5.316.436 регистрованих гласача на изборе је изашло 92,59%

## Последице избора
Након губитка апсолутне већине погоршања здравља, Бруно Крајски се повукао с места канцелара. Дошло је до коалиције између SPÖ-а и Слободарске партије. Нови савезни канцелар је постао Фред Синовац, савезни министар за образовање и уметност, а од 1981. и вицеканцелар. Председник Слободарске партије Норберт Стегер је постао нови вицеканцелар.